# Цеймерн, Максим Карлович
Максим Карлович фон Цеймерн (5 (17) апреля 1802 — 20 апреля (2 мая) 1882) — русский государственный деятель, обер-прокурор Правительствующего Сената Российской империи, сенатор. Действительный тайный советник.
Брат генерал-лейтенанта Николая Карловича Цеймерна.

## Биография
Младший сын отставного майора Карла Максимовича фон Цеймерна, жена которого Гликерия Алексеевна  Цеймерн (урождённая Сверчкова; 1785-1853) была начальницей Сиротского института при Московском воспитательном доме (1822—1853).
В 1816 году поступил на этико-политическое отделение Московского университета (тогда же студентами стали его братья Николай и Александр).
По окончании курса юридических наук, как «отлично успевший в науках» в годичном торжестве Московского университета 5 июля 1819 года он был удостоен звания действительного студента.
В 1821 году, «по законном испытании» возведён в степень кандидата этико-политических наук и 31 января поступил на службу в Комиссию составления законов — под руководство статс-секретаря М. А. Балугьянского. В конце года, 22 декабря был переведён в 1-й Департамент Сената на должность переводчика. 
С 23 марта 1824 года служил в Комиссии составления законов помощником редактора, вплоть до упразднения этой комиссии; 4 апреля 1826 года он был переведён во II Отделение Собственной Его Императорского Величества канцелярии — старшим помощником. 
С января 1832 года служил в департаменте министерства юстиции. За труды по составлению Свода законов 24 января 1833 года он был произведён в коллежские советники и награждён орденом Святой Анны 2-й степени с Императорской короной.
В апреле 1833 года перешёл на службу во II Отделение, где принимал деятельное участие в составлении свода Военно-уголовных законов; 31 мая 1839 года  произведён в чин действительного статского советника и через год, 5 февраля 1840 года назначен состоящим за обер-прокурорским столом в 4-м департаменте Сената. Проводил ревизии судебных учреждений Санкт-Петербургской, Новгородской, Витебской и Саратовских губерний
В 1846 году был назначен на должность обер-прокурора 1-го отделения 3-го Департамента Сената; в 1847 году проводил ревизию присутственных мест в Калужской, Тульской, Рязанской и Пензенской губерниях.
В феврале 1848 года назначен членом Консультации при Министерстве юстиции; в ноябре 1848 года проводил ревизию судебных учреждений Санкт-Петербургской губернии. Состоя за обер-прокурорским столом и в должности члена Консультации, неоднократно исполнял должность обер-прокурора в разных департаментах Сената.
Произведён в тайные советники 21 апреля 1852 года  и назначен сенатором в 7-й департамент Сената; 4 марта 1853 года назначен почётным опекуном Московского опекунского совета, с оставлением в звании сенатора; 29 марта 1854 года назначен присутствующим в Межевом департаменте Сената и в Санкт-Петербургском опекунском совете.
С 25 мая 1854 года назначен управляющим Санкт-Петербургского Воспитательного дома.
В октябре 1854 года переведён из Межевого в 3-й департамент Сената, а 30 октября 1854 года назначен присутствующим в 4-м департаменте Сената.
При переходе Сохранной казны из ведения Опекунского совета в ведение министерства финансов, М. К. Цеймерн был назначен управляющим этого учреждения: 24 июля 1860 года назначен управляющим Санкт-Петербургской Сохранной и Ссудной казнами и Сберегательной кассой, а 28 декабря 1860 года уволен от должности почётного опекуна.
В 1861 году назначен председателем Главного Выкупного учреждения.
Произведён 31 января 1871 года в действительные тайные советники.
4 сентября 1881 года уволен от всех должностей с оставлением в звании сенатора, причём 17 сентября 1881 года Высочайше было повелено, вследствие ходатайства, зачислить его в число сенаторов неприсутствующих, «по случаю утраты им слуха».
Умер от «паралича сердца» 20 апреля (2 мая) 1882 года в Санкт-Петербурге. Похоронен на Никольском кладбище Александро-Невской лавры в Санкт-Петербурге.

## Награды
- Орден Святой Анны 2-й степени с императорской короной (24.01.1833)
- Орден Святого Станислава 1-й степени (30.12.1842)
- Орден Святой Анны 1-й степени (06.07.1845)
- Орден Святого Владимира 2-й степени (16.01.1850)
- Орден Белого Орла (26.08.1856)
- Орден Святого Александра Невского (23.04.1859)
- Орден Святого Владимира 1-й степени (01.01.1879)

## Семья
Жена: Ольга Петровна, урождённая Ставицкая (24.10.1805—9.02.1902), дочь генерал-майора Петра Фёдоровича Ставицкого (1769—1815). Их дети:
- Сын — Николай (род. 24.04.1839), флигель-адъютант, генерал от инфантерии;
- Дочери:
  - Елисавета (род. 24.11.1835), замужем за гофмейстером и тайным советником, графом Н. Е. Сиверсом;
  - Гликерия (род. 23.10.1837)
  - Анна (род. 13.5.1841)
  - София (род. 12.7.1843)